# Коронель-Принглес
Коронель-Принглес (исп. Coronel Dorrego) — город в Аргентине в провинции Буэнос-Айрес. Административный центр муниципалитета Коронель-Принглес.

## История
В 1882 году был образован муниципалитет, названный в честь Хуана Паскуаля Принглеса — героя войны за независимость испанских колоний в Америке. Так как в то время здесь ещё не было населённых пунктов, то власти муниципалитета временно разместились в здании, находившемся в 60 км от современного месторасположения административного центра. Однако территория начала быстро развиваться: уже в 1884 году была построена первая школа, в 1886 году начала выходить первая газета, а в 1890 году был избран первый мэр. В 1900 году была построена церковь и открыта телеграфная станция, в 1903 году в город пришла железная дорога, а в 1905 году было открыто отделение Национального банка Аргентины.
В 1970 году знаменитый писатель Хорхе Луис Борхес произнёс в Коронель-Принглесе речь, посвящённую такому эпизоду аргентинской истории, как «Завоевание пустыни», и тому, как индейцы оказывали сопротивление аргентинским войскам. В 1982 году, на праздновании столетия основания города, Борхес посадил акацию в Саду исторических деревьев.

## Известные уроженцы
- Сесар Айра (род.1949) — писатель и переводчик.